# Olympische Sommerspiele 2020/Karate/Qualifikation
Für die Karatewettkämpfe bei den Olympischen Sommerspielen 2020 standen insgesamt 80 Quotenplätze (40 pro Geschlecht) zur Verfügung. Hinzu kommen zwei Athleten, die zusätzliche Plätze durch das IOC im Refugee Olympic Team erhalten haben. Somit wurden insgesamt 82 Quotenplätze vergeben.
Jede Nation durfte maximal einen Athleten pro Gewichtsklasse stellen. Dies ergab eine Maximalanzahl von 8 Athleten (4 Männer, 4 Frauen).

## Übersicht
| Nation               | Kumite    | Kumite    | Kumite     | Kumite    | Kumite    | Kumite     | Kata   | Kata   | Athleten |
| Nation               | Männer    | Männer    | Männer     | Frauen    | Frauen    | Frauen     | Männer | Frauen | Athleten |
| Nation               | bis 67 kg | bis 75 kg | über 75 kg | bis 55 kg | bis 61 kg | über 61 kg | Männer | Frauen | Athleten |
| -------------------- | --------- | --------- | ---------- | --------- | --------- | ---------- | ------ | ------ | -------- |
| Ägypten              | X         | X         |            | X         | X         | X          |        |        | 5        |
| Algerien             |           |           |            |           |           | X          |        |        | 1        |
| Aserbaidschan        | X         | X         |            |           |           | X          |        |        | 3        |
| Australien           |           | X         |            |           |           |            |        |        | 1        |
| Bulgarien            |           |           |            | X         |           |            |        |        | 1        |
| China                |           |           |            |           | X         | X          |        |        | 2        |
| Chinesisch Taipeh    |           |           |            | X         |           |            | X      |        | 2        |
| Deutschland          |           | X         | X          |           |           |            | X      | X      | 4        |
| Frankreich           | X         |           |            |           | X         |            |        | X      | 3        |
| Georgien             |           |           | X          |           |           |            |        |        | 1        |
| Hongkong             |           |           |            |           |           |            |        | X      | 1        |
| Iran                 |           | X         | X          | X         |           | X          |        |        | 4        |
| Italien              | X         | X         |            |           |           | X          | X      | X      | 5        |
| Japan                | X         | X         | X          | X         | X         | X          | X      | X      | 8        |
| Jordanien            | X         |           |            |           |           |            |        |        | 1        |
| Kanada               |           |           | X          |           |           |            |        |        | 1        |
| Kasachstan           | X         | X         | X          | X         |           | X          |        |        | 5        |
| Kroatien             |           |           | X          |           |           |            |        |        | 1        |
| Kuwait               |           |           |            |           |           |            | X      |        | 1        |
| Lettland             | X         |           |            |           |           |            |        |        | 1        |
| Marokko              |           |           |            |           | X         |            |        |        | 1        |
| Neuseeland           |           |           |            |           |           |            |        | X      | 1        |
| Nordmazedonien       |           |           |            |           |           |            |        | X      | 1        |
| Österreich           |           |           |            | X         |           |            |        |        | 1        |
| Peru                 |           |           |            |           | X         |            |        |        | 1        |
| Refugee Olympic Team | X         |           |            |           |           |            | X      |        | 2        |
| ROC                  |           |           |            | X         |           |            |        |        | 1        |
| Saudi-Arabien        |           |           | X          |           |           |            |        |        | 1        |
| Schweiz              |           |           |            |           |           | X          |        |        | 1        |
| Serbien              |           |           |            |           | X         |            |        |        | 1        |
| Spanien              |           |           |            |           |           |            | X      | X      | 2        |
| Südkorea             |           |           |            |           |           |            | X      |        | 1        |
| Türkei               | X         |           | X          | X         | X         | X          | X      | X      | 7        |
| Ukraine              |           | X         |            | X         | X         |            |        |        | 3        |
| Ungarn               |           | X         |            |           |           |            |        |        | 1        |
| Venezuela            | X         |           |            |           | X         |            | X      |        | 3        |
| Vereinigte Staaten   |           |           | X          |           |           |            | X      | X      | 3        |
| Gesamt: 37 NOKs      | 11        | 10        | 10         | 10        | 10        | 10         | 11     | 10     | 82       |

## Qualifikationskriterien
Für jeden Wettkampf gab es 10 Quotenplätze, diese wurden wie folgt vergeben:
- 1 an Japan als Gastgebernation
- 4 an die besten Athleten der Olympischen Rangliste mit dem Stichtag 4. April 2021[1]
- 2 an Athleten als kontinentale Vertreter oder per Wildcard

Da die World Karate Federation fünf Gewichtsklassen führt, es bei den Olympischen Spielen allerdings nur drei gibt, basierten einige Ergebnisse der Rangliste auf einer Kombination von zwei WKF Gewichtsklassen. In diesem Fall qualifizierten sich die besten zwei Athleten der jeweiligen Klasse. Anderenfalls die besten vier Athleten der einzelnen Klasse.
Beim Qualifikationsturnier traten die Athleten in den olympischen Gewichtsklassen an. Nur Nationen, die sich noch nicht für die jeweilige Gewichtsklasse qualifiziert hatten, waren berechtigt teilzunehmen. Die besten drei Athleten einer jeden Gewichtsklasse erhielten einen Quotenplatz für die Spiele in Tokio.
Insgesamt 12 Quotenplätze wurden an kontinentale Vertreter vergeben. Die Auswahl der Quotenplätze fand nach folgender Reihenfolge statt:
- Ozeanien: 2 Quotenplätze (1 pro Geschlecht)
- Afrika: 2 Quotenplätze (1 pro Geschlecht)
- Amerika: 2 Quotenplätze (1 pro Geschlecht)
- Asien: 2 Quotenplätze (1 pro Geschlecht)
- Europa: 2 Quotenplätze (1 pro Geschlecht)
- Afrika: 1 weiterer Quotenplatz (Männer oder Frauen)
- Amerika: 1 weiterer Quotenplatz (für das andere Geschlecht, welches Afrika gewählt hat)

Für jeden Kontinent wurden alle Goldmedaillengewinner der jeweiligen Kontinentalspiele zusammen gewertet. Die bestplatzierte Athlet erhielt den Quotenplatz, sofern dieser noch nicht qualifiziert war oder anderweitig nicht ausgewählt werden konnte, ohne eines der folgenden Kriterien zu verletzen: 10 Athleten pro Gewichtsklasse, 1 Athlet pro Nation pro Gewichtsklasse, 2 Athleten pro Nation durch Kontinentalvertretung (galt nur für Afrika und Amerika). Wenn der Goldmedaillengewinner mit dem höchsten Rang nicht gemeldet werden konnte, qualifizierte sich der Goldmedaillengewinner mit dem nächsthöheren Rang, sofern dies möglich war. Dieser Prozess durchlief alle Goldmedaillengewinner nach Rang, alle Silbermedaillengewinner nach Rang und alle Bronzemedaillengewinner nach Rang, bis die Quotenplätze des Kontinents besetzt waren. Wenn keiner der Medaillengewinner gemeldet werden konnte, qualifizierte sich der am höchsten eingestufte Athlet des Kontinents in der Rangliste. Dessen Abschneiden bei den jeweiligen Kontinentalspielen war dabei irrelevant.
Für die letzten vier Quotenplätze wurden von einer Kommission Wildcards vergeben.

## Zeitplan
| Wettbewerb                   | Datum                          | Ort     |
| ---------------------------- | ------------------------------ | ------- |
| Asienspiele 2018             | 18. August – 2. September 2018 | Jakarta |
| Europaspiele 2019            | 21.–30. Juni 2019              | Minsk   |
| Pazifikspiele 2019           | 8.–20. Juli 2019               | Apia    |
| Panamerikanische Spiele 2019 | 26. Juli – 11. August 2019     | Lima    |
| Afrikaspiele 2019            | 19.–31. August 2019            | Rabat   |
| Olympische Rangliste         | 5. April 2021                  | –       |
| Qualifikationsturnier        | 11.–13. Juni 2021 1            | Paris   |

## Männer

### Kumite bis 67 kg
| Qualifikationswettbewerb               | Plätze | Nation               | Qualifizierter Athlet  |
| -------------------------------------- | ------ | -------------------- | ---------------------- |
| Gastgeber                              | 1      | Japan                | Naoto Sagō             |
| Olympische Rangliste, Kumite bis 60 kg | 2      | Kasachstan           | Darchan Assadilow      |
| Olympische Rangliste, Kumite bis 60 kg | 2      | Italien              | Angelo Crescenzo       |
| Olympische Rangliste, Kumite bis 67 kg | 2      | Frankreich           | Steven Da Costa        |
| Olympische Rangliste, Kumite bis 67 kg | 2      | Ägypten              | Ali el-Sawy            |
| Qualifikationsturnier                  | 3      | Türkei               | Eray Şamdan            |
| Qualifikationsturnier                  | 3      | Jordanien            | Abdelrahman Al-Masatfa |
| Qualifikationsturnier                  | 3      | Aserbaidschan        | Firdovsi Fərzəliyev    |
| Kontinentale Vertreter                 | 2      | Lettland             | Kalvis Kalniņš         |
| Kontinentale Vertreter                 | 2      | Venezuela            | Andrés Madera          |
| Wildcard                               | –      | –                    | –                      |
| IOC Einladung                          | 1      | Refugee Olympic Team | Hamoon Derafshipour    |
| Gesamt                                 | 11     | 11                   | 11                     |

### Kumite bis 75 kg
| Qualifikationswettbewerb | Plätze | Nation        | Qualifizierter Athlet |
| ------------------------ | ------ | ------------- | --------------------- |
| Gastgeber                | 1      | Japan         | Ken Nishimura         |
| Olympische Rangliste     | 4      | Iran          | Bahman Askari         |
| Olympische Rangliste     | 4      | Italien       | Luigi Busà            |
| Olympische Rangliste     | 4      | Aserbaidschan | Rəfael Ağayev         |
| Olympische Rangliste     | 4      | Ukraine       | Stanislaw Horuna      |
| Qualifikationsturnier    | 3      | Kasachstan    | Nurqanat Äschiqanow   |
| Qualifikationsturnier    | 3      | Deutschland   | Noah Bitsch           |
| Qualifikationsturnier    | 3      | Ungarn        | Gábor Hárspataki      |
| Kontinentale Vertreter   | 2      | Australien    | Tsuneari Yahiro       |
| Kontinentale Vertreter   | 2      | Ägypten       | Abdalla Abdelaziz     |
| Wildcard                 | 0      | –             | –                     |
| Gesamt                   | 10     | 10            | 10                    |

### Kumite über 75 kg
| Qualifikationswettbewerb                | Plätze | Nation             | Qualifizierter Athlet |
| --------------------------------------- | ------ | ------------------ | --------------------- |
| Gastgeber                               | 1      | Japan              | Ryūtarō Araga         |
| Olympische Rangliste, Kumite bis 84 kg  | 2      | Türkei             | Uğur Aktaş            |
| Olympische Rangliste, Kumite bis 84 kg  | 2      | Kroatien           | Ivan Kvesić           |
| Olympische Rangliste, Kumite über 84 kg | 2      | Iran               | Sajjad Ganjzadeh      |
| Olympische Rangliste, Kumite über 84 kg | 2      | Deutschland        | Jonathan Horne        |
| Qualifikationsturnier                   | 3      | Saudi-Arabien      | Tareg Hamedi          |
| Qualifikationsturnier                   | 3      | Georgien           | Gogita Arkania        |
| Qualifikationsturnier                   | 3      | Kanada             | Daniel Gaysinsky      |
| Kontinentale Vertreter                  | 2      | Vereinigte Staaten | Brian Irr             |
| Kontinentale Vertreter                  | 2      | Kasachstan         | Danijar Juldaschew    |
| Wildcard                                | 0      | –                  | –                     |
| Gesamt                                  | 10     | 10                 | 10                    |

### Kata
| Qualifikationswettbewerb       | Plätze | Nation               | Qualifizierter Athlet |
| ------------------------------ | ------ | -------------------- | --------------------- |
| Gastgeber                      | 1      | Japan                | Ryō Kiyuna            |
| Olympische Rangliste           | 4      | Spanien              | Damián Quintero       |
| Olympische Rangliste           | 4      | Türkei               | Ali Sofuoğlu          |
| Olympische Rangliste           | 4      | Venezuela            | Antonio Díaz          |
| Olympische Rangliste           | 4      | Italien              | Mattia Busato         |
| Qualifikationsturnier          | 3      | Vereinigte Staaten   | Ariel Torres          |
| Qualifikationsturnier          | 3      | Chinesisch Taipeh    | Wang Yi-ta            |
| Qualifikationsturnier          | 3      | Südkorea             | Park Hee-jun          |
| Kontinentale Vertreter         | 0      | –                    | –                     |
| Wildcard                       | 1      | Kuwait               | Mohammad Al-Mosawi    |
| Neuverteilung der Quotenplätze | 1      | Deutschland          | Ilja Smorguner        |
| IOC Einladung                  | 1      | Refugee Olympic Team | Wael Shueb            |
| Gesamt                         | 11     | 11                   | 11                    |

## Frauen

### Kumite bis 55 kg
| Qualifikationswettbewerb               | Plätze | Nation            | Qualifizierte Athletin |
| -------------------------------------- | ------ | ----------------- | ---------------------- |
| Gastgeber                              | 1      | Japan             | Miho Miyahara          |
| Olympische Rangliste, Kumite bis 50 kg | 2      | Türkei            | Serap Özçelik          |
| Olympische Rangliste, Kumite bis 50 kg | 2      | Iran              | Sara Bahmanyar         |
| Olympische Rangliste, Kumite bis 55 kg | 2      | Ukraine           | Anschelika Terljuha    |
| Olympische Rangliste, Kumite bis 55 kg | 2      | Chinesisch Taipeh | Wen Tzu-yun            |
| Qualifikationsturnier                  | 3      | Bulgarien         | Iwet Goranowa          |
| Qualifikationsturnier                  | 3      | Kasachstan        | Möldir Schangbyrbai    |
| Qualifikationsturnier                  | 3      | ROC               | Anna Tschernyschewa    |
| Kontinentale Vertreter                 | 2      | Ägypten           | Radwa Sayed            |
| Kontinentale Vertreter                 | 2      | Österreich        | Bettina Plank          |
| Wildcard                               | 0      | –                 | –                      |
| Gesamt                                 | 10     | 10                | 10                     |

### Kumite bis 61 kg
| Qualifikationswettbewerb       | Plätze | Nation     | Qualifizierte Athletin |
| ------------------------------ | ------ | ---------- | ---------------------- |
| Gastgeber                      | 1      | Japan      | Mayumi Someya          |
| Olympische Rangliste           | 4      | China      | Yin Xiaoyan            |
| Olympische Rangliste           | 4      | Ägypten    | Giana Farouk           |
| Olympische Rangliste           | 4      | Türkei     | Merve Çoban            |
| Olympische Rangliste           | 4      | Serbien    | Jovana Preković        |
| Qualifikationsturnier          | 3      | Marokko    | Btissam Sadini         |
| Qualifikationsturnier          | 3      | Ukraine    | Anita Serjohina        |
| Qualifikationsturnier          | 3      | Venezuela  | Claudymar Garcés       |
| Kontinentale Vertreter         | 1      | Peru       | Alexandra Grande       |
| Wildcard                       | 0      | –          | –                      |
| Neuverteilung der Quotenplätze | 1      | Frankreich | Leïla Heurtault        |
| Gesamt                         | 10     | 10         | 10                     |

### Kumite über 61 kg
| Qualifikationswettbewerb                | Plätze | Nation        | Qualifizierte Athletin |
| --------------------------------------- | ------ | ------------- | ---------------------- |
| Gastgeber                               | 1      | Japan         | Ayumi Uekusa           |
| Olympische Rangliste, Kumite bis 68 kg  | 2      | Aserbaidschan | Irina Zaretska         |
| Olympische Rangliste, Kumite bis 68 kg  | 2      | China         | Gong Li                |
| Olympische Rangliste, Kumite über 68 kg | 2      | Iran          | Hamideh Abbasali       |
| Olympische Rangliste, Kumite über 68 kg | 2      | Türkei        | Meltem Hocaoğlu        |
| Qualifikationsturnier                   | 3      | Schweiz       | Elena Quirici          |
| Qualifikationsturnier                   | 3      | Italien       | Silvia Semeraro        |
| Qualifikationsturnier                   | 3      | Ägypten       | Feryal Abdelaziz       |
| Kontinentale Vertreter                  | 2      | Kasachstan    | Sofja Berulzewa        |
| Kontinentale Vertreter                  | 2      | Algerien      | Lamya Matoub           |
| Wildcard                                | –      | –             | –                      |
| Gesamt                                  | 10     | 10            | 10                     |

### Kata
| Qualifikationswettbewerb | Plätze | Nation             | Qualifizierte Athletin |
| ------------------------ | ------ | ------------------ | ---------------------- |
| Gastgeber                | 1      | Japan              | Kiyou Shimizu          |
| Olympische Rangliste     | 4      | Spanien            | Sandra Sánchez         |
| Olympische Rangliste     | 4      | Italien            | Viviana Bottaro        |
| Olympische Rangliste     | 4      | Hongkong           | Grace Lau              |
| Olympische Rangliste     | 4      | Vereinigte Staaten | Sakura Kokumai         |
| Qualifikationsturnier    | 3      | Türkei             | Dilara Bozan           |
| Qualifikationsturnier    | 3      | Frankreich         | Alexandra Feracci      |
| Qualifikationsturnier    | 3      | Deutschland        | Jasmin Jüttner         |
| Kontinentale Vertreter   | 1      | Neuseeland         | Alexandrea Anacan      |
| Wildcard                 | 1      | Nordmazedonien     | Puleksenija Jovanoska  |
| Gesamt                   | 10     | 10                 | 10                     |